# Jesús Tirso Blanco
Jesus Tirso Blanco SDB (ur. 3 czerwca 1957 w Ramos Mejia, zm. 22 lutego 2022) – argentyński duchowny rzymskokatolicki pracujący w Angoli, w latach 2008–2022 biskup Lwena.

## Życiorys
Święcenia kapłańskie przyjął 28 września 1985 w zgromadzeniu salezjanów. Po święceniach wyjechał do Angoli i podjął pracę w zakonnych parafiach. W 2005 wybrany wiceinspektorem.
26 listopada 2007 papież Benedykt XVI mianował go biskupem diecezji Lwena. Sakry biskupiej udzielił mu 2 marca 2008 abp Zacarias Kamwenho.